# La Croix-Rouge
Pour les articles homonymes, voir Mouvement international de la Croix-Rouge et du Croissant-Rouge.

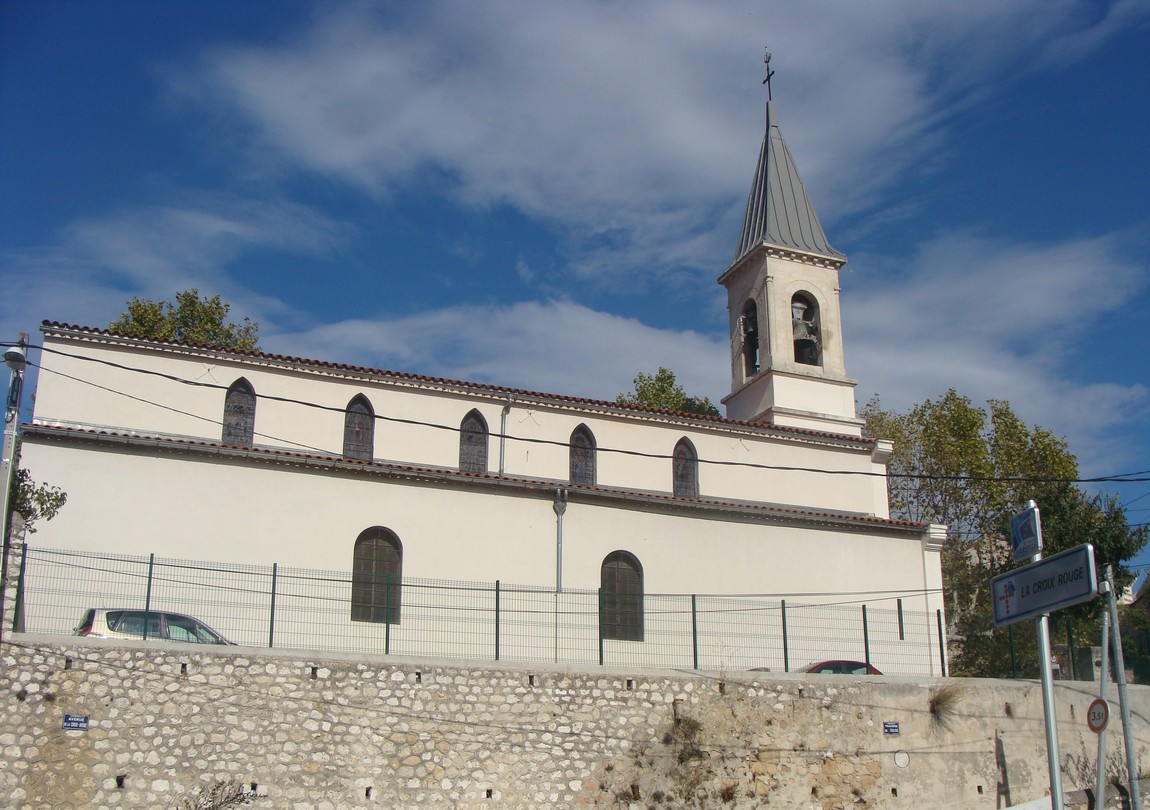
L'église Saint-Patrice, quartier de la Croix-Rouge.

La Croix-Rouge est un quartier du 13e arrondissement de Marseille, au sein des quartiers nord. Comptant près de 7 000 habitants, il est situé à proximité des communes limitrophes de Plan-de-Cuques et de Allauch.

## Limites du quartier
Le quartier administratif de Croix-Rouge, au sens du décret no 46-2285 du 18 octobre 1946 qui a délimité les 111 quartiers de Marseille, est limitrophe de plusieurs quartiers du 13e arrondissement : Château-Gombert, Les Olives et La Rose,.
Il est délimité au nord-ouest par la rue Albert Einstein, au nord-est, par les limites de commune d'Allauch et Plan-de-Cuques, puis au sud, le cours d'eau du Jarret.

## Desserte
Le quartier est  desservi par les lignes de bus     Ligne 62 Ligne 63   de la RTM.